# Фалкенбург
Фалкенбург (на нидерландски: Valkenburg aan de Geul) е град в провинция Лимбург, Нидерландия с 16 678 жители (на 1 януари 2014).

Намира се на рекичката Гьол и близо до град Аахен.